# زنبورخوار سربلوطی
زنبورخوار سربلوطی (به لاتین: Merops leschenaulti)، پرنده‌ای از تیرهٔ زنبورخواران (Meropidae) است. در شبه قاره هند و مناطق مجاور، از هند، بنگلادش و سریلانکا در سراسر آسیای جنوب شرقی تا اندونزی زادآوری می‌کند.